# وستمینستر (کلرادو)
وستمینستر (به انگلیسی: Westminster) شهری در ایالت کلرادو کشور ایالات متحده آمریکا است که جمعیت آن در سرشماری سال ۲۰۱۰ میلادی، ۱۰۶٬۱۱۴ نفر بوده‌است.